# Зорлень
Зорлень, Зорлені (рум. Zorleni) — село у повіті Васлуй в Румунії. Адміністративний центр комуни Зорлень.
Село розташоване на відстані 239 км на північний схід від Бухареста, 41 км на південь від Васлуя, 99 км на південь від Ясс, 96 км на північ від Галаца.

## Населення
За даними перепису населення 2002 року у селі проживали 5257 осіб. Рідною мовою 5255 осіб (> 99,9%) назвали румунську.
Національний склад населення села:
| Національність | Кількість осіб | Відсоток |
| -------------- | -------------- | -------- |
| румуни         | 5209           | 99,1%    |
| цигани         | 48             | 0,9%     |